# Greatest Hits Volume 1
Greatest Hits Volume 1 is een compilatiealbum van de Britse band The Beatles. Het album werd samengesteld door de Australische afdeling van EMI en werd enkel uitgebracht in Australië, Nieuw-Zeeland en Singapore. Het album diende als tussendoortje voordat het volgende studioalbum van de groep, Revolver, werd uitgebracht.

## Achtergrond
Het idee voor het compilatiealbum werd, net zoals dat van de opvolger Greatest Hits Volume 2, bedacht toen EMI Australia, de Australische afdeling van EMI aan de Britse afdeling vroeg of zij stereo-opnamen van de band konden ontvangen die nog niet in Australië beschikbaar waren. Het album werd in juni 1966 in mono uitgebracht. In februari 1968 kwam het ook uit in stereo. In 1973 werden beide Greatest Hits-albums opnieuw uitgebracht in Australië ter gelegenheid van de tiende verjaardag van de eerste Australische single van The Beatles. Halverwege 1973 was het album meer dan 100.000 keer verkocht. In 1991 werd het album gewist uit de catalogus van de band nadat EMI Australia stopte met het produceren van vinylplaten.

## Tracks
Alle muziek en teksten zijn geschreven door Lennon-McCartney, tenzij anders aangegeven.. 
| Nr. | Titel                    | Schrijver(s) | Afkomstig van            | Duur |
| --- | ------------------------ | ------------ | ------------------------ | ---- |
| 1.  | Please Please Me         |              | Please Please Me         | 2:00 |
| 2.  | From Me to You           |              | Single uit 1963          | 1:56 |
| 3.  | She Loves You            |              | Single uit 1963          | 2:21 |
| 4.  | I'll Get You             |              | B-kant van She Loves You | 2:06 |
| 5.  | I Want to Hold Your Hand |              | Single uit 1963          | 2:24 |
| 6.  | Love Me Do               |              | Please Please Me         | 2:19 |
| 7.  | I Saw Her Standing There |              | Please Please Me         | 2:56 |

| Nr. | Titel               | Schrijver(s)                                        | Afkomstig van      | Duur |
| --- | ------------------- | --------------------------------------------------- | ------------------ | ---- |
| 8.  | Twist and Shout     | Phil Medley, Bert Russell                           | Please Please Me   | 2:33 |
| 9.  | Roll Over Beethoven | Chuck Berry                                         | With the Beatles   | 2:44 |
| 10. | All My Loving       |                                                     | With the Beatles   | 2:04 |
| 11. | Hold Me Tight       |                                                     | With the Beatles   | 2:30 |
| 12. | Can't Buy Me Love   |                                                     | A Hard Day's Night | 2:12 |
| 13. | You Can't Do That   |                                                     | A Hard Day's Night | 2:38 |
| 14. | You Can't Do That   | Enotris Johnson, Robert Blackwell, Richard Penniman | Long Tall Sally    | 2:00 |